# 晉靈公
晉靈公（？—前607年），姬姓，名夷皋，春秋時期晉國君主。晉襄公之子，母親為穆嬴。
晉靈公即位時年幼，由趙盾輔政。長大後，不行君道，荒淫無道，以重稅來滿足奢侈的生活（厚斂以彫牆）。
他在高台上用彈弓射行人，觀看他們躲避彈丸的樣子。一次因為熊掌燉得不夠爛，就把廚師殺掉，把屍體裝到筐子裏，並讓宮女載到朝廷示眾。種種暴行，不可勝數。大臣趙盾多次勸諫，使晉靈公很反感，暗中派刺客鉏麑刺殺趙盾。鉏麑卻感嘆趙盾忠君愛民，自己一頭撞樹而死。
晉靈公又設宴招待趙盾，暗中埋伏士兵，打算趁機殺死他。趙盾的車右武士提彌明得知此事，趕忙跑到宮殿，扶著趙盾退下。靈公使一條狗來咬趙盾，提彌明把狗殺死，提彌明後來被士兵所殺。
前607年趙穿攻殺靈公於桃園，趙盾派趙穿往周迎公子黑臀，是為晉成公，太史董狐寫道，“趙盾弒其君，以示於朝。”
在位期間執政為：趙盾、先克、郤缺、荀林父、先蔑、先都、箕鄭、欒盾、胥甲、臾駢。
晋灵公墓现为山西省文物保护单位。

## 家庭
父
- 晉襄公

母
- 穆嬴

叔
- 晉成公公子黑臀，晉襄公弟。晉靈公在位時，他於周朝洛邑居住，後被晉國執政正卿請回即位。

弟
- 桓叔捷